# 燦食蚊魚
燦食蚊魚（学名：Gambusia speciosa）為輻鰭魚綱鯉齒目鯉齒亞目花鳉科的其中一種，分布於北美洲美國及墨西哥的淡水流域，體長可達3公分，屬肉食性，生活習性不明。
其种加词“speciosa”意为“外表美丽的”。